# Dorsino
Dorsino este o comună din provincia Trento, regiunea Trentino-Alto Adige, Italia, cu o populație de 439 de locuitori și o suprafață de 12.51 km².

## Demografie
Format:Demografia/Dorsino